# Sven-Åke Johansson
Sven-Åke Johansson (Mariestad, 1943 – Berlijn, 15 juni 2025) was een Zweedse drummer, componist, schrijver en beeldend kunstenaar.

## Biografie
Johansson begon als drummer in dansbands, speelde daarna in ensembles rond Bobo Stenson en in Spanje en Frankrijk met Ran Blake. Hij was daarna betrokken bij de eerste plaatopname van het Globe Unity Orchestra en hij werd in 1967 lid van het trio van Peter Brötzmann met Peter Kowald, met wie hij ook speelde op het album Machine Gun. Hij woonde sinds 1968 in Berlijn en was met Brötzmann, Kowald, Manfred Schoof en Alexander von Schlippenbach en zijn Moderne Nordeuropäische Dorfmusik betrokken bij de ontwikkeling van de Europese versie van de freejazz en vrije improvisatiemuziek. Vervolgens nam hij zijn eerste soloplaat Schlingerland op en vormde hij met Alfred Harth en Nicole Van den Plas het trio EMT.
Reeds toentertijd gebruikte hij ongewone materialen (schuimrubber, telefoongidsen enz.) voor percussieve effecten. Vervolgens concentreerde hij zich op een samenwerking met Alex Schlippenbach, waarin hij in duovorm accordeon speelt en spontane gedichten voordraagt. Bij de première van zijn Paul Lincke Musik für kleines Ensemble (1977) traden voor de eerste keer Conrad Bauer en Ernst-Ludwig Petrowsky op in West-Berlijn. Met de laatste, Hans Reichel en Rüdiger Carl vormde hij het Bergisch-Brandenburgisches Quartett. In zijn Nordeuropäisches Melodie- und Improvisationsorchester werkten onder andere Carl Reichel, Wolfgang Fuchs, Radu Malfatti, Maarten Altena en Norbert Eisbrenner mee. In zijn Ol' Man Rebop Ensemble spelen onder andere Ulrich Gumpert en Axel Dörner. In 2001 ontstond bij HatHut Records met de pianist Per Henrik Wallen het duoalbum Proclamation I. Hij speelde sinds 2010 in een duet met Oliver Augst het live-programma EISLER IM SITZEN.
Johansson heeft niet alleen op bijna 40 platen- en cd-opnamen gespeeld, hij heeft ook meerdere boeken met gedichten en andere teksten gepubliceerd en is als schilder (met talrijke exposities) enigszins bekend. Bovendien heeft hij muziekproducties als Die Harke und der Spaten en Ueber Ursache und Wirkung der Meinungsverschiedenheiten beim Turmbau zu Babel (samen met Alexander von Schlippenbach) ingewerkt. In 1996 voerde hij een concert voor twaalf tractoren op in Leipzig, dat in 2013 bij het festival Klangspuren in Schwaz opnieuw werd opgevoerd. Verder bracht hij in Berlijn met een prominent bezette band zijn toneelspel Die Harke und der Spaten in première.
Johansson overleed in juni 2025 op 82-jarige leeftijd.

## Discografie
- 1972: Schlingerland (Atavistic Records) solo
- 1999: Six Little Pieces for Quintet (HatHut Records) met Axel Dörner
- 1999: Barcelona Series (HatOLOGY) met Axel Dörner, Andrea Neumann
- 2012: Die Harke und der Spaten (Umlaut) met Axel Dörner, Mats Gustafsson, Per Åke Holmlander, Sten Sandell, Matthias Bauer, Raymond Strid
- 2011: 1974-2004 (Umlaut, 4 cd's), met Per Henrik Wallin
- 2017: Fluxus +/- (Psych.KG, lp), met Bill Dietz, Peter Ablinger, Kommissar Hjuler & Mama Baer

## Hoorspelen
- 2017: In St. Wendel am Schloßplatz.. (Augst/Johansson), Deutschlandfunk Kultur
- 2014: Alle Toten 1914 (Augst/Birke), Deutschlandfunk Kultur, RBB, Volksbühne Berlin, HR - medewerking als spreker, zanger en muzikant
- 2012: Stadt der tausend Feuer (Augst/John Birke), HR/SWR - medewerking als spreker, zanger en muzikant
- 2008: Kippenberger Hören (Augst/Carl), RBB/DLR - medewerking als spreker, zanger en muzikant